# Will Knightley
Will Knightley (* 23. April 1946 in London) ist ein britischer Schauspieler.
Er ist hauptsächlich auf der Theaterbühne zu sehen und trat zumeist in Nebenrollen in zahlreichen britischen Fernsehfilmen und -serien auf. 1982 spielte er den Dr. Mortimer in dem Sherlock-Holmes-Film Der Hund von Baskerville.
Will Knightley ist der Vater von Caleb und Keira Knightley und ist mit der schottischen Dramatikerin Sharman Macdonald verheiratet.

## Filmografie (Auswahl)
- 1971: Jason King (Fernsehserie, 1 Folge)
- 1982:  Der Hund von Baskerville (The Hound of the Baskervilles, Fernsehvierteiler)
- 1987–1997: The Bill (Fernsehserie, 3 Folgen)
- 1994: Casualty (Fernsehserie, 1 Folge)
- 1995 Für alle Fälle Fitz (Cracker, Fernsehserie, 3 Folgen)
- 2002: Inspector Lynley (The Inspector Lynley Mysteries, Fernsehserie, 1 Folge)
- 2003: Inspector Barnaby (Midsomer Murders) Fernsehserie, Staffel 6, Folge 1: Der Tod und die Lady (A Talent For Life)
- 2004: Heartbeat (Fernsehserie, 1 Folge)
- 2011: Inspector Barnaby (Midsomer Murders) Fernsehserie, Staffel 14, Folge 1: Ein Funke genügt (The Oblong Murders)
- 2014: EastEnders (Fernsehserie, 1 Folge)